# True BASIC
Das erste BASIC wurde 1963 von den Professoren Thomas E. Kurtz und John G. Kemeny am Dartmouth College (USA) entwickelt. Ihr Ziel war es, ihren Studenten die Arbeit am Computer näherzubringen und eine leichter zu erlernende Alternative zu den wesentlich mächtigeren Programmiersprachen ALGOL und FORTRAN zu entwickeln. Am 1. Mai 1964 wurde das erste BASIC-Programm auf einem Großcomputer vom Typ General Electric 225 gestartet.
Der reduzierte Funktionenumfang und die leichte Erlernbarkeit von BASIC machte es hervorragend geeignet zur Implementierung auf Heim- und Personalcomputern. Der wirtschaftliche Erfolg brachte aber auch zahlreiche Varianten und Dialekte hervor, die mit dem Verständnis einer einheitlichen Sprache nicht vereinbar waren. Dies war wohl mit ein Grund dafür, warum die beiden Entwickler nach der Sprachdefinition selbst noch zwei Jahrzehnte später (1983) das wahre BASIC namens True BASIC als Entwicklungswerkzeug auf den Markt brachten.
True BASIC spielt heute zwar bei professionellen Entwicklern wie auch bei Hobbyprogrammierern keine große Rolle mehr, wird aber immer noch weiterentwickelt und mit umfangreichen Programmbibliotheken samt Zusatzprogrammen angeboten. Dazu existieren auch noch Konverter für BASIC- und FORTRAN-Quellcodes zu True Basic. Vor allem in Universitäten und Schulen in den USA kommt True BASIC vermehrt zum Einsatz.